# カメラータ・ヌオーヴァ
カメラータ・ヌオーヴァ（伊: Camerata Nuova）は、イタリア共和国ラツィオ州ローマ県にある、人口約410人の基礎自治体（コムーネ）。

## 地理

### 位置・広がり
ローマ県東部のコムーネ。ローマの東北東約52kmに位置している。

#### 隣接コムーネ
隣接するコムーネは以下の通り。括弧内のAQはラクイラ県所属を示す。
- カッパドーチャ (AQ)
- チェルヴァーラ・ディ・ローマ
- ロッカ・ディ・ボッテ (AQ)
- スビアーコ
- ヴァッレピエトラ

### 気候分類・地震分類
カメラータ・ヌオーヴァにおけるイタリアの気候分類 (it) および度日は、zona E, 2921 GGである。
また、イタリアの地震リスク階級 (it) では、zona 2B (sismicità media) に分類される。

## 行政

### 山岳部共同体
広域行政組織である山岳部共同体「アニェーネ山岳部共同体」 (it:Comunità montana dell'Aniene) （事務所所在地: アーゴスタ）に属する。